# Hadînkivți, Huseatîn
Hadînkivți (în ucraineană Гадинківці) este localitatea de reședință a comunei Hadînkivți din raionul Huseatîn, regiunea Ternopil, Ucraina.

## Demografie
Componența lingvistică a localității Hadînkivți
     Ucraineană (99,9%)
     Alte limbi (0,1%)
Conform recensământului din 2001, majoritatea populației localității Hadînkivți era vorbitoare de ucraineană (99,9%), existând în minoritate și vorbitori de alte limbi.